# (22897) 1999 TH7
1999 تي إتش 7 (ويعرف أيضًا باسم (22897) 1999 تي إتش 7 وفق تسمية الكوكب الصغير) (بالإنجليزية: 1999 TH7)‏ هو كويكب ضمن حزام الكويكبات؛ وترتيبه 22897 من حيث الاكتشاف.
اكتُشف هذا الجُرم الفلكي بواسطة كورادو كورليفيتش في 6 أكتوبر 1999.

## وصلات خارجية
- (22897) 1999 TH7 في قاعدة بيانات مختبر الدفع النفاث لأجرام النظام الشمسي الصغيرة

- الاكتشاف · مخطط المدار ·  العناصر المدارية · المعلمات المادية

- (22897) 1999 TH7 على موقع ويكي سكاي: DSS2, SDSS, GALEX, IRAS, Hydrogen α, X-Ray, Astrophoto, Sky Map, Articles and images